# Lijst van voetbalinterlands Malawi - Sao Tomé en Principe
Deze lijst van voetbalinterlands is een overzicht van alle officiële voetbalwedstrijden tussen de nationale teams van Malawi en Sao Tomé en Principe. De landen speelden tot op heden een keer tegen elkaar. De eerste ontmoeting, een kwalificatiewedstrijd voor het Wereldkampioenschap voetbal 2026, werd gespeeld op 6 juni 2024 in Lilongwe.

## Wedstrijden
| № | Plaats   | Datum        | Competitie           | Wedstrijd                     | Uitslag |
| - | -------- | ------------ | -------------------- | ----------------------------- | ------- |
| 1 | Lilongwe | 6 juni 2024  | WK 2026 kwalificatie | Malawi − Sao Tomé en Principe | 3 − 1   |
| 2 | n.n.b.   | oktober 2025 | WK 2026 kwalificatie | Sao Tomé en Principe − Malawi | −       |

## Samenvatting
| Competitie      | Totaal gespeeld | Winst Malawi | Gelijk | Winst Sao Tomé en Principe | Doelsaldo Malawi – Sao Tomé en Principe |
| --------------- | --------------- | ------------ | ------ | -------------------------- | --------------------------------------- |
| WK-kwalificatie | 1               | 1            | 0      | 0                          | 3 − 1                                   |
| Totaal          | 1               | 1            | 0      | 0                          | 3 − 1                                   |

FAM · 
Bondscoaches · 
Topscorers · 
Malawisch vrouwenelftal
1962 - 1969 · 
1970 - 1979 · 
1980 - 1989 · 
1990 - 1999 · 
2000 – 2009 · 
2010 – 2019 ·
2020 − 2029
Algerije ·
Angola ·
Bangladesh ·
Benin ·
Botswana ·
Burkina Faso ·
Burundi ·
Comoren ·
Congo-Brazzaville ·
Congo-Kinshasa ·
Djibouti ·
Egypte ·
Equatoriaal-Guinea ·
Eritrea ·
Ethiopië ·
Gabon ·
Ghana ·
Guinee ·
Ivoorkust ·
Jemen ·
Kameroen ·
Kenia ·
Lesotho ·
Liberia ·
Libië ·
Madagaskar ·
Mali ·
Marokko ·
Mauritius ·
Mozambique ·
Namibië ·
Nigeria ·
Oeganda ·
Rwanda ·
Sao Tomé en Principe ·
Senegal ·
Seychellen ·
Sierra Leone ·
Soedan ·
Somalië ·
Swaziland ·
Tanzania ·
Togo ·
Tsjaad ·
Tunesië ·
Zambia ·
Zimbabwe ·
Zuid-Afrika ·
Zuid-Soedan
FSF · 
Santomees vrouwenelftal
Interlands
Tegenstander:
Angola ·
Benin ·
Centraal-Afrikaanse Republiek ·
Congo-Brazzaville ·
Equatoriaal-Guinea ·
Ethiopië ·
Gabon ·
Ghana ·
Guinee-Bissau ·
Kaapverdië ·
Kameroen ·
Lesotho ·
Liberia ·
Libië ·
Madagaskar ·
Malawi ·
Marokko ·
Mauritius ·
Namibië ·
Nigeria ·
Oeganda ·
Sierra Leone ·
Soedan ·
Togo ·
Tsjaad ·
Tunesië ·
Zuid-Afrika ·
Zuid-Soedan